# Saraj-Gir
Saraj-Gir (ros. Сарай-Гир) – wieś (sieło) w Rosji, w obwodzie orenburskim, w rejonie matwiejewskim. W 2010 liczyła 1471 mieszkańców.